# Ilyarachna affinis
Ilyarachna affinis är en kräftdjursart som beskrevs av Barnard 1920. Ilyarachna affinis ingår i släktet Ilyarachna och familjen Munnopsidae. Inga underarter finns listade i Catalogue of Life.